# Wakiya (Klan)
Die Wakiya (japanisch 脇屋氏) waren eine Familie des japanischen Schwertadels (Buke), die sich von Minamoto no Yoshishige (源 義重; 1135–1202), einem Sohn Minamoto no Yoshikunis (源 義国; 1082–1155) ableitete, der wiederum ein Sohn des Minamoto no Yoshiie (源 義家; 1039–1106) war. Die Vorfahren gehören zu den Seiwa Genji.

## Genealogie (Auswahl)

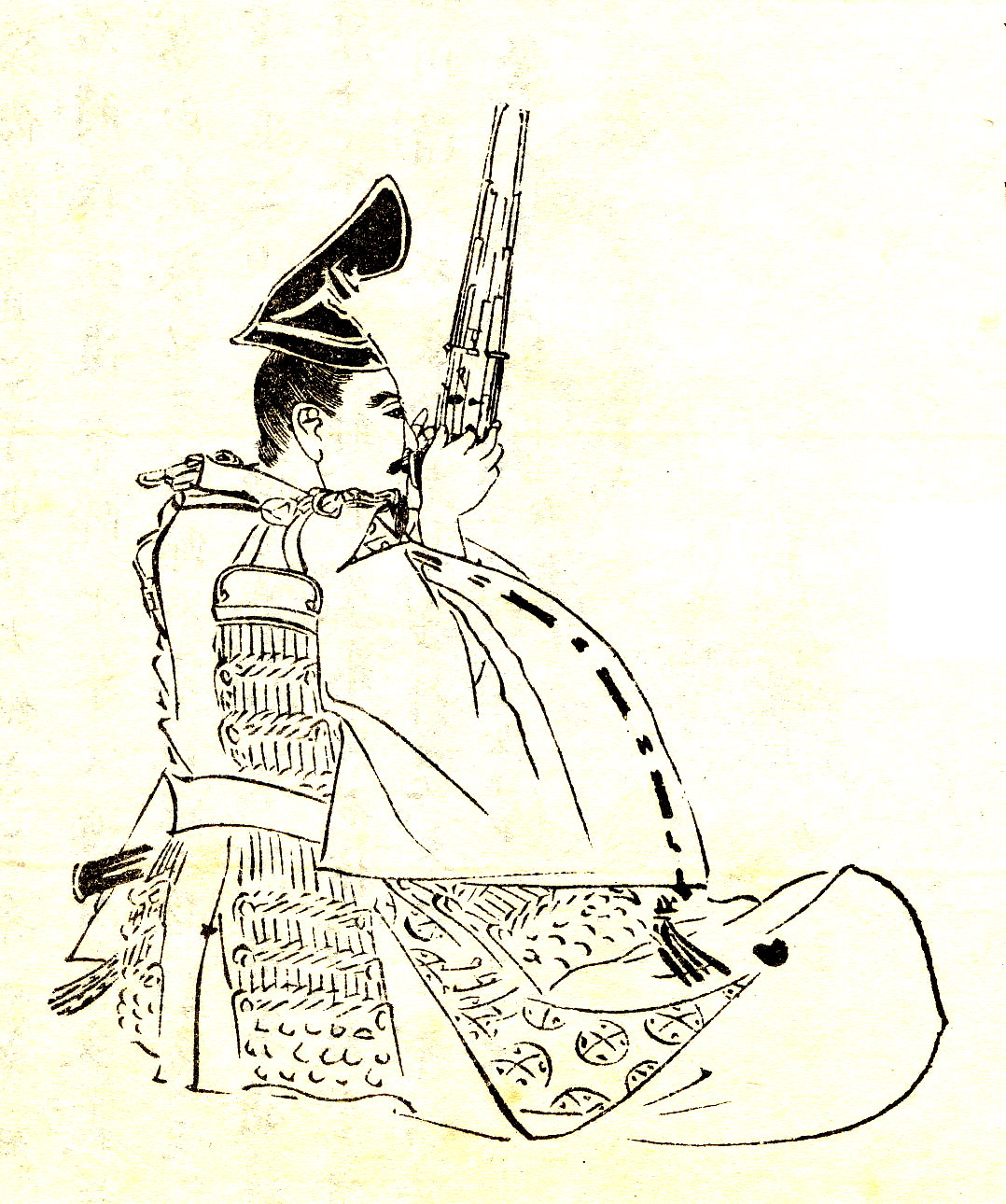
Wakiya Yoshisuke

- Yoshisuke (義助; † 1340), ein Bruder von Nitta Yoshisada, begründete diese Seitenlinie und kämpfte an seiner Seite. Im Jahr 1336 war er an der Vertreibung des Ashikaga Takauji aus Kyōto beteiligt, wodurch Kaiser Go-Daigo zurückkehren konnte. Dieser machte Yoshisuke zum Leiter des Musha-dokoro (武者所) und zum Gouverneur der Provinz Suruga. Im folgenden Jahr wurde er bei Yamazaki (山崎) von Takauji geschlagen, zog sich zunächst in die Klöster auf dem Berg Hiei zurück, kehrte aber dann nach Kyōto zurück. Später marschierte er mit Yoshisada zur Burg Somayama (杣山城) und dann zur Burg Kanagasaki (金ケ崎城). Nach dem Tode seines Bruders 1338 floh er nach Mino, dann nach Owari und schließlich nach Yoshino, wo er in der Nähe des Kaisers Go-Murakami lebte. 1340 wurde er ausgesandt, die Provinz Iyo zu erobern. Er hatte sie nahezu unter sich gebracht, als er erkrankte und starb.
- Yoshiharu (義治; * 1320), Yoshisukes Sohn, wurde von seinem Vater in allen Waffenkünsten unterrichtet. Im Alter von 13 Jahren nahm er bereits 1337 an der Schlacht von Takenoshita (竹下) in der Provinz Suruga teil, wobei sein Vater allerdings von Takauji geschlagen wurde. Er kämpfte in der Provinz Echizen gegen Shiba Takatsune und nach dem Tode seines Vaters ließ er sich in der Provinz Shimotsuke nieder. 1345 schloss er sich Kojima Takanori an, wurde aber im Kampfe geschlagen und floh nach Shinano. Mit der Hilfe seiner Vettern Nitta Yoshioki und Yodhimune konnte er Kamakura erobern, wurde aber bald darauf, nämlich 1352, wieder aus dem Ort vertrieben. Er zog sich nach Echigo zurück, wurde wieder geschlagen und setzte sich in die Provinz Dewa ab. Ab da verlieren sich seine Spuren.